# Basilica minor

Prachtstück im Wappen einer Basilica minor: das Umbraculum

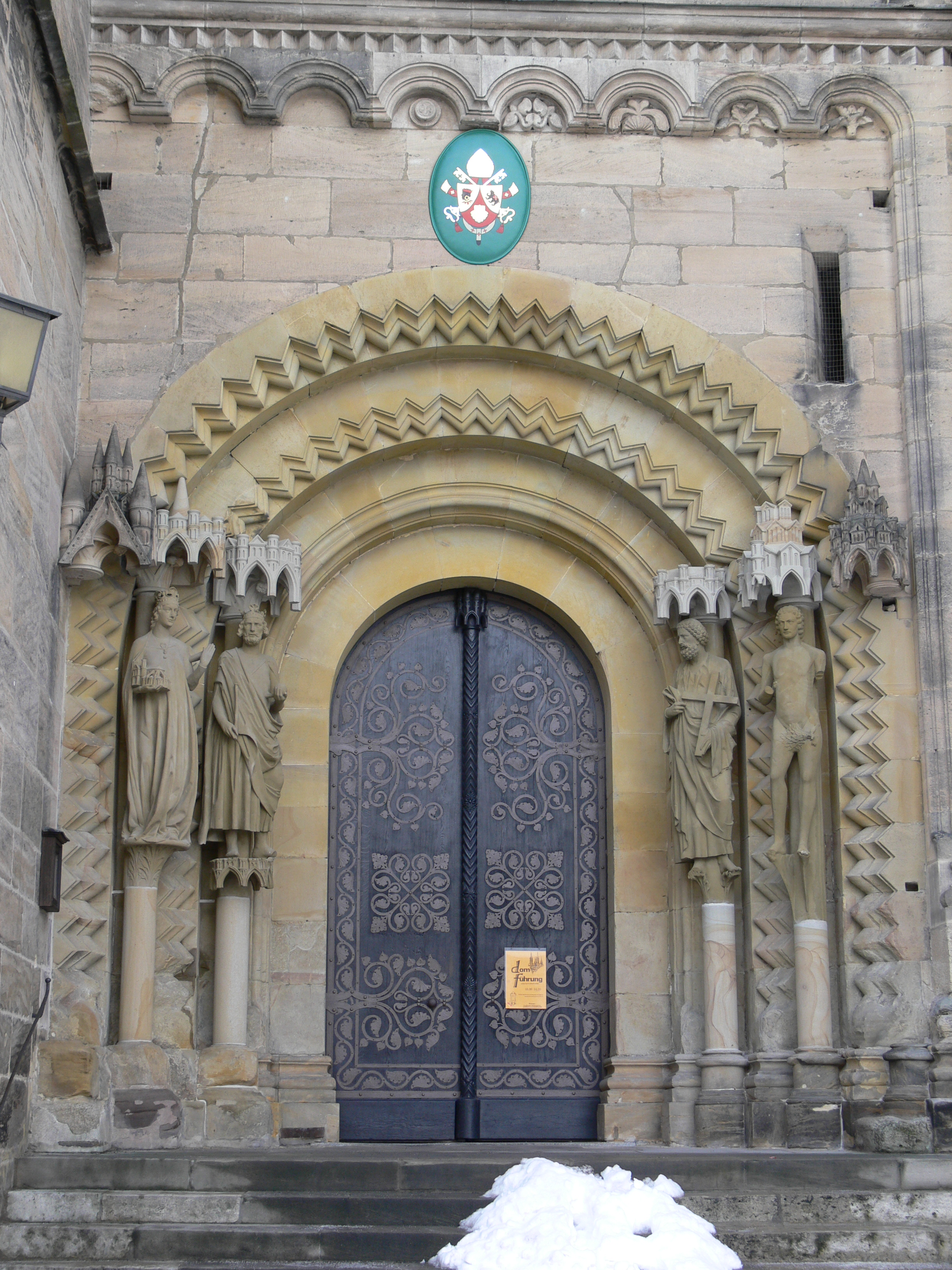
Bamberger Dom: Das Papstwappen Benedikts XVI. über dem Portal weist auf den Status als Basilica minor hin.

Basilica minor („kleinere Basilika“, im Gegensatz zu den vier Basilicae maiores in Rom) ist seit dem 18. Jahrhundert ein besonderer Ehrentitel, den der Papst einem bedeutenden Kirchengebäude verleihen kann. Die Verleihung eines Titels Basilica minor bezweckt „die Stärkung der Bindung der einzelnen Kirchen an den römischen Bischof und soll die Bedeutung dieser Kirche für das Umland hervorheben“. Gründe für die Ernennung können das Alter oder die historische Bedeutung einer Kirche sein sowie die Bedeutung als Zentrum des Glaubens. Letztere sind z. B. Wallfahrtskirchen, in denen besondere Reliquien aufbewahrt werden. Am 31. Dezember 2021 trugen 1899 Kirchen den Titel Basilica minor, 592 davon in Italien.

## Kennzeichen
Bauliche Kriterien für den Titel Basilica Minor gibt es nicht; so können nicht nur traditionelle Langbauten (Basilika im architektonischen Sinn), sondern auch Zentralbauten wie die Liebfrauenkirche (Trier) diesen Titel erhalten.
Nach der Verleihung des Titels können die Gebäude und Fahnen einer Basilica minor die gekreuzten Schlüssel tragen, wie sie auf dem Papstwappen zu finden sind. Durch das Papstwappen ist auch erkennbar, welcher Papst den Titel verliehen hat. Der Padiglione, ein gelb-rot gestreifter kegelförmiger Seidenschirm, der ursprünglich zum Schutz der Priester und Kantoren bei Prozessionen diente, und das Tintinnabulum, eine liturgische Glocke, sind als Insignien einer Basilica minor nicht mehr obligatorisch.
Der Kirchenrektor einer Basilica minor ist berechtigt, eine schwarzseidene Mozzetta mit rotem Dekor zu tragen.

## Verleihungsverfahren
Das Verfahren zur Erlangung des Titels der Basilica minor regelt heutzutage insbesondere die Acta Domus ecclesiae de titulo basilicae minoris der Kongregation für den Gottesdienst und die Sakramentenordnung vom 9. November 1989. Mit der Titelverleihung sind gewisse Forderungen verbunden: „personelle und bauliche Ausstattung für eine vorbildliche Feier der erneuerten Liturgie und für häufigen Predigt- und Beichtdienst. An der Basilika sind die Insignien des Papstes […] anzubringen, die petrinisch-päpstlichen Feste feierlich zu begehen, in der religiösen Bildungsarbeit die römischen Verlautbarungen zu studieren und zu verbreiten.“

## Listen
- Liste der Basiliken der römisch-katholischen Kirche
- Liste der Basiliken in den deutschsprachigen Ländern